# اندری یاخیموف
اندری یاخیموف (اوکراینی: Андрій Андрійович Якимів؛ زادهٔ ۱۵ ژوئن ۱۹۹۷) بازیکن فوتبال اهل اوکراین است.
از باشگاه‌هایی که در آن بازی کرده‌است می‌توان به باشگاه فوتبال استال کامیانسکه اشاره کرد.